# Оллом Фотла
Оллом Фотла – (ірл. - Ollom Fotla, Ollom Fódla, Ollamh Fodhla) – Фотла Вчений - верховний король Ірландії. Син верховного короля Ірландії Фіаху Фінскохаха (ірл. - Fíachu Fínscothach). Час правління (згідно середньовічної ірландської історичної традиції): 943 — 913 до н. е. (згідно «Історії Ірландії» Джеффрі Кітінга) або 1318 — 1278 до н. е. згідно хроніки Чотирьох Майстрів. Його прізвище Оллом означало вищий ранг давніх ірландських поетів і знавців старовини – філідів. Спочатку ім’я у нього було Еохайд. Прийшов до влади в результаті вбивства верховного короля Ірландії Файлдергдойта (ірл. – Faildergdóit) чий батько вбив його батька – кровна помста, що здійснилась через покоління.  Ввійшов в історію як король, що заснував так звану Фейс Темрах (ірл. - Feis Temrach) – Раду Тари. Ця Рада Тари скликалася кожні три роки: вожді різних ірландських племен (туата), вожді кланів, регіональні васальні королі прибували в Тару – столицю давньої Ірландії на раду під час традиційного ірландського свята Самайн – свята повернення стад худоби з літніх пасовиськ. На раді вирішувались конфлікти між кланами і туатами, приймались закони та звичаї, записувались чи запам’ятовувались філідами літописи. Рада тривала три дні і супроводжувалась бенкетом та гостиною. Ще він ввійшов в історію як засновник Мур н-Олломан (ірл. - Múr nOlloman) – свого роду давньої академії в Тарі, де проходили навчання майбутні поети, співці та носії традицій. Він правив Ірландією протягом 30 чи 40 років і помер від старості у Тарі. Він став засновником цілої династії славетних королів Ірландії. «Книга Захоплень Ірландії» синхронізує його правління з часом правління царів Мідії Арбацеса та Сосармуса, що сумнівно. 